# Raïon de Yavoriv
Le raïon de Yavoriv (en ukrainien : Яворівський район) est un raïon (district) dans l'oblast de Lviv en Ukraine.
Avec la réforme administrative de 2020, le raïon fut agrandi au détriment du raïon de Yavoriv et du raion de Mostyska ; il se compose actuellement de : 
six hromadas :
- Ivano-Frankov hromada ;
- Mostyska  hromada ;
- Novoïavorivsk hromada ;
- Chehyni hromada ;
- Yavoriv hromada ;
- Sudova Vyshnia hromada.

## Patrimoine

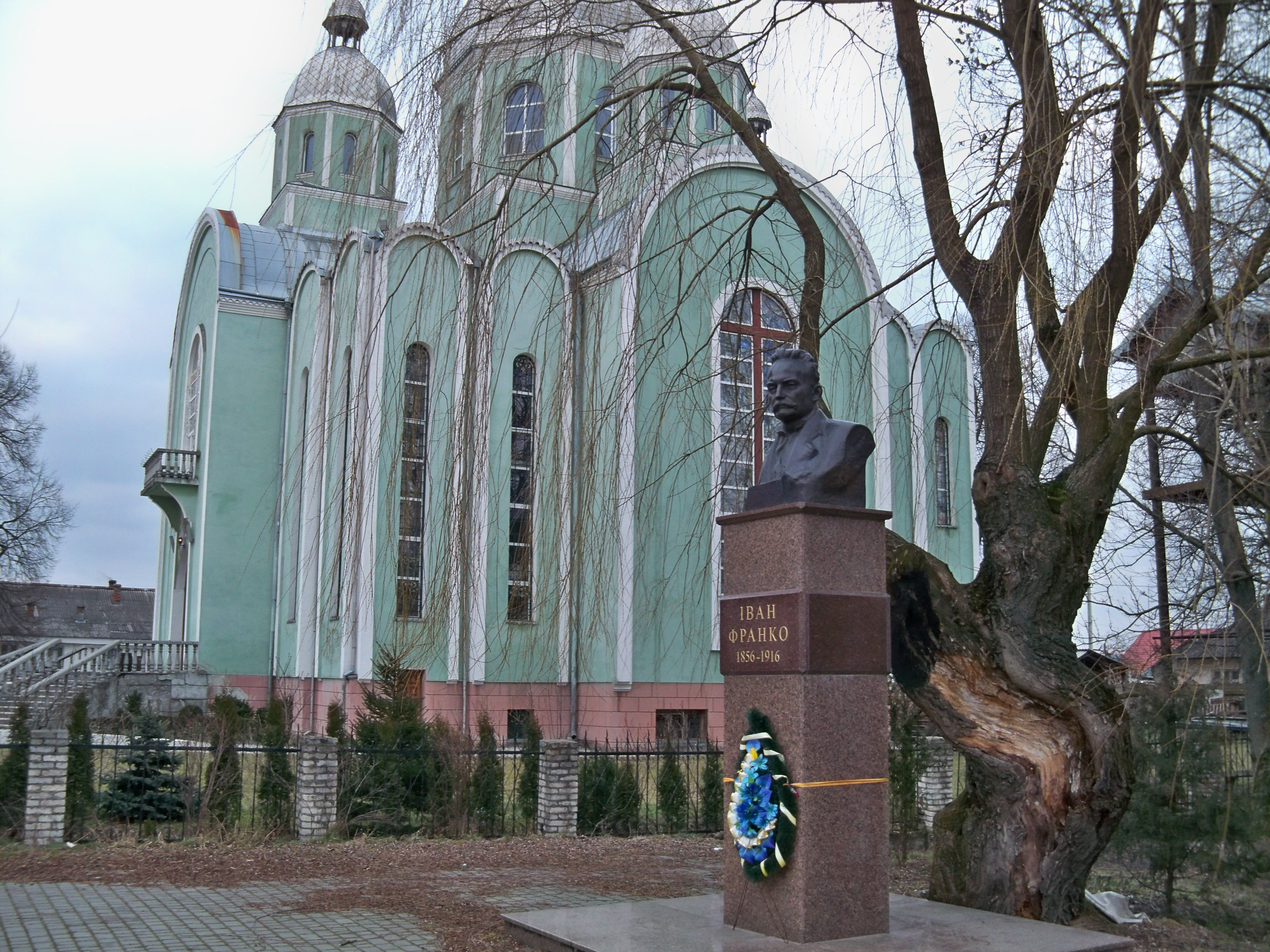
Le monument à Ivan Franko, classé[1]et l'église st-Vladimir classée[2],
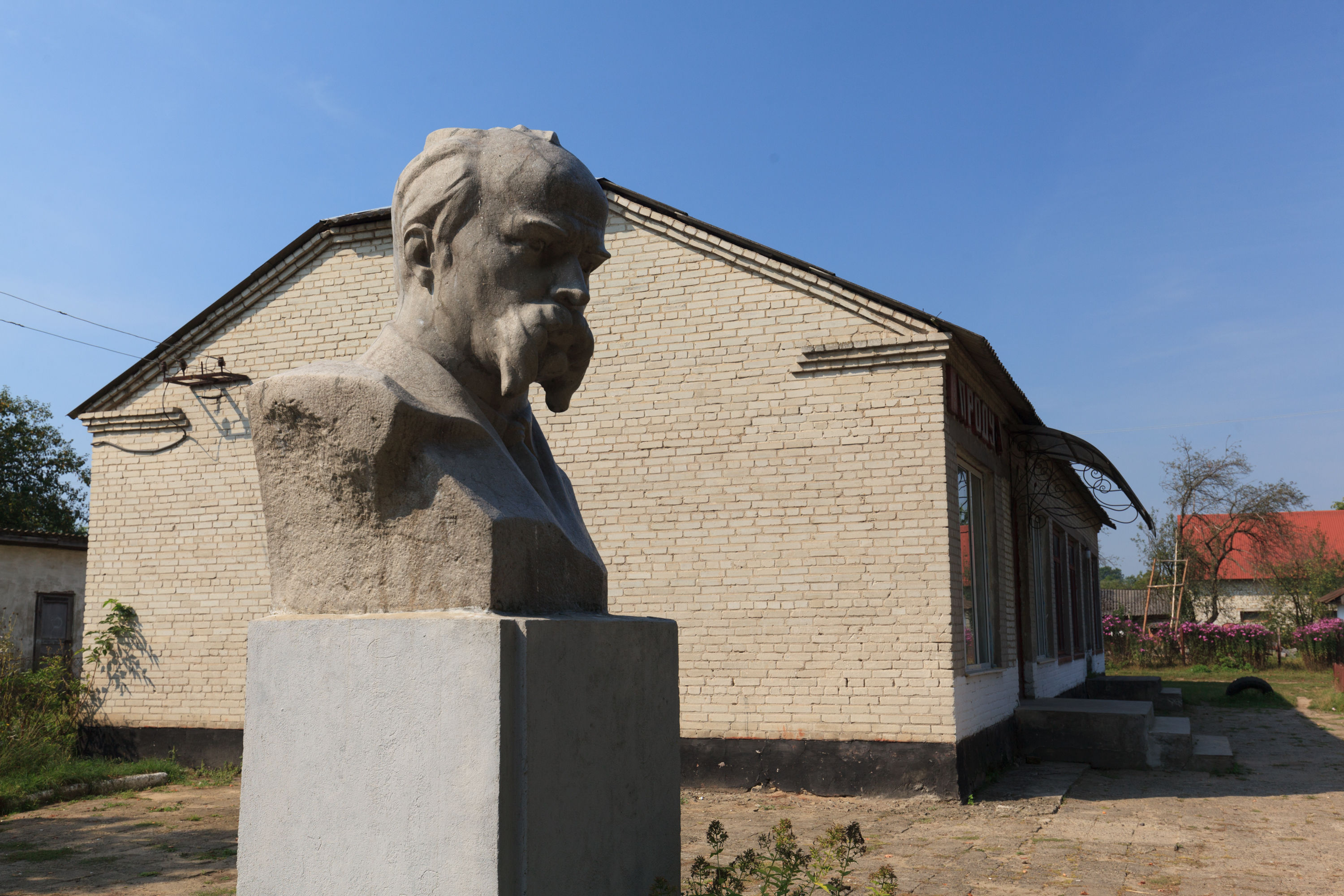
le buste de Taras Chevtchenko, classé[3],
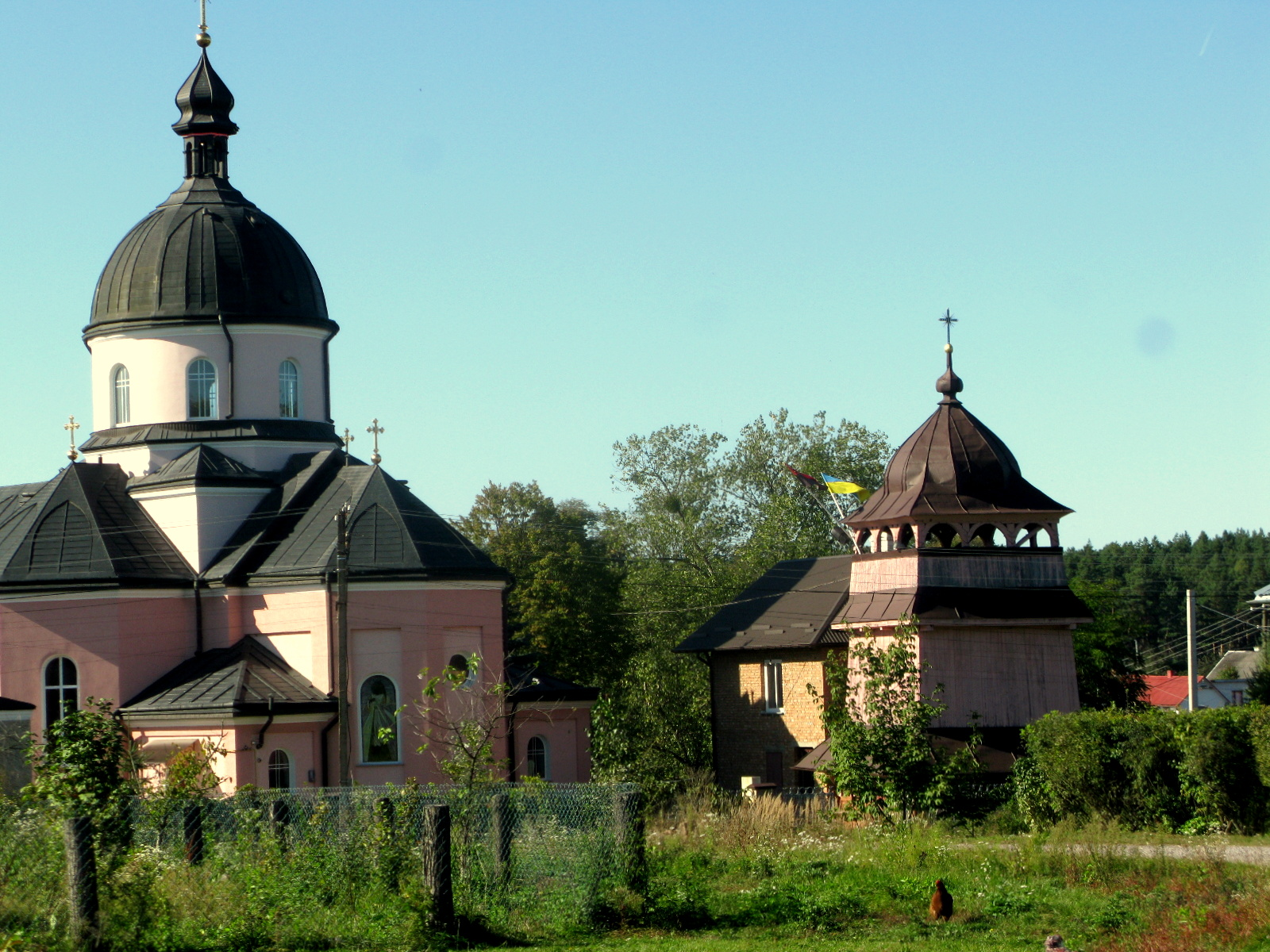
La maison de Bohdan-Ihor Antonytch et l'église de Bortyatin, classée[4].
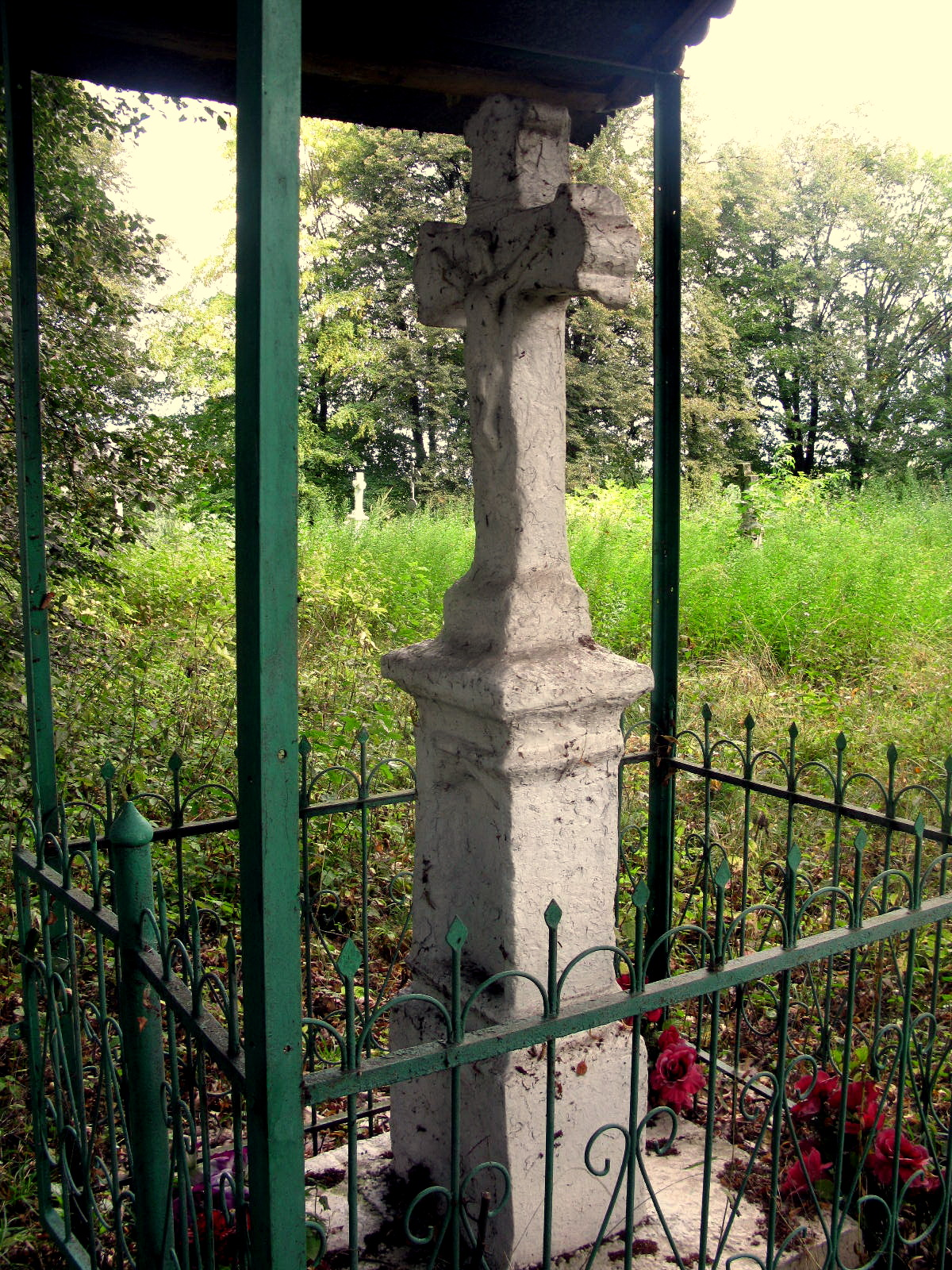
Monument à l'abolition du servage, classé[5].
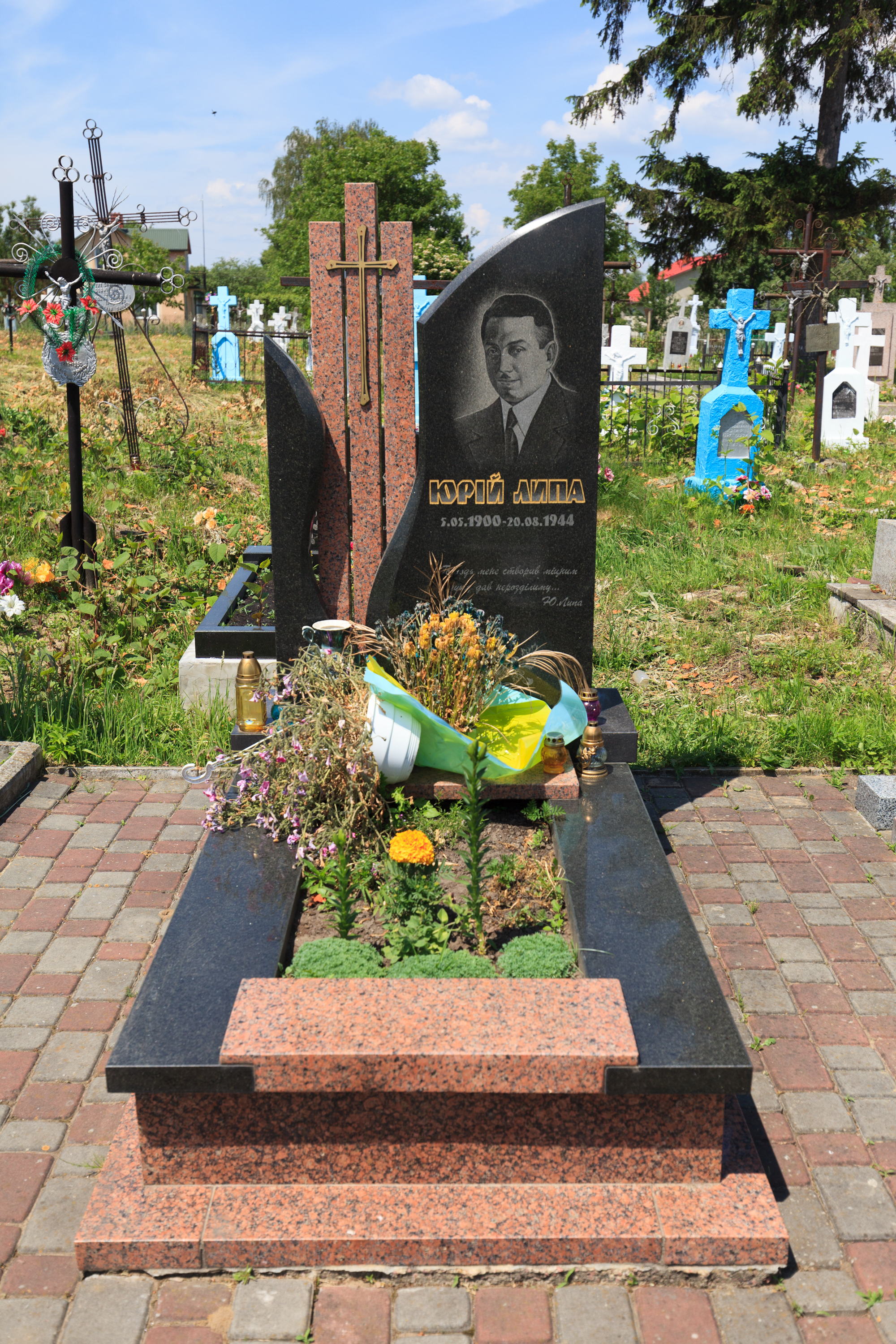
La tombe de Youriï Lypa , classée[6] à Bouniv,
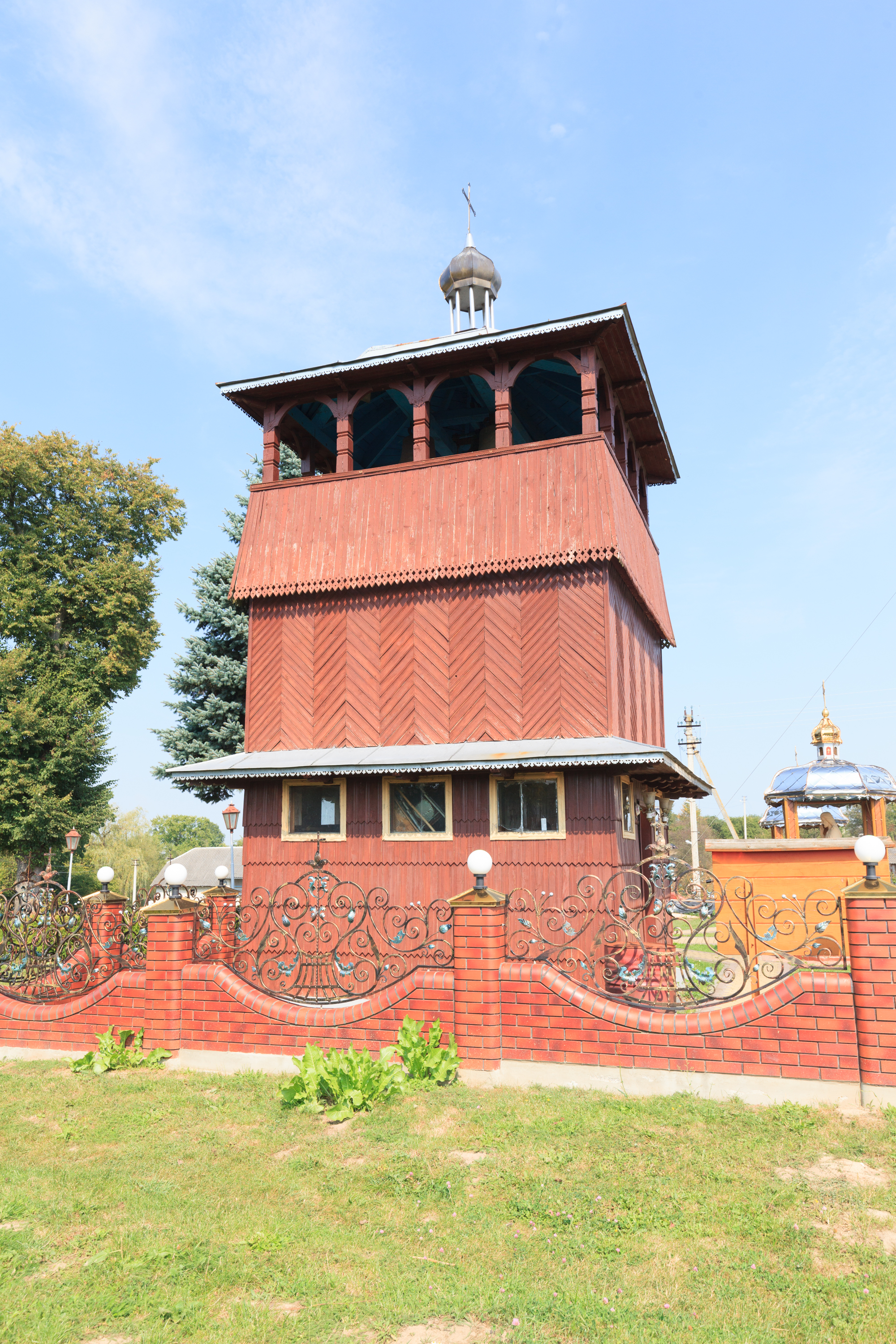
l'église et son clocher à Moriantsi, classé[7],[8].